# 虎美玲
虎美玲（1946年6月—），河南郑州人，中国豫剧表演艺术家，一级演员，主工青衣、闺门旦，兼花旦、刀马，且能反串小生，享有国务院特殊津贴，师从常香玉，是常派艺术优秀传人。现担任河南省剧协常务理事、中国田汉基金会理事、郑州市豫剧院院长等多职。

## 主要荣誉
- 1988年在中国首届豫剧中青年演员电视大奖赛上获得最高分，荣获最佳演员第一名
- 1990年6月15日荣获第七届中国戏剧梅花奖[2]

## 评价
1998年赴香港演出，香港《大公报》称赞她是“美不胜收的白娘子”。1997年中国政协副主席马万祺观看她的演出后，题词：“挺秀中原虎美玲，艺高何待倚丹青，歌声婉绕梁三日，服务人群誉自馨。”